# Hyttdammen (Norrbärke socken, Dalarna, 667167-148265)
Hyttdammen är en sjö i Smedjebackens kommun i Dalarna och ingår i Norrströms huvudavrinningsområde.